# Untervaz
Untervaz ([ˈʊntərˌfats], bündnerdeutsch [ˈfats] oder [ˈʊndərˌfats], rätoromanisch Vaz sutⓘ) ist eine politische Gemeinde im Schweizer Kanton Graubünden. Sie liegt in der Region Landquart.

## Geographie

Historisches Luftbild von Werner Friedli (1970)

Untervaz liegt am Ausgang des Tobels Valcosenz 8 km nördlich von Chur auf der linken Rheinseite am Fuss des Calanda. Das Gemeindegebiet erstreckt sich vom Rhein bis zum Grat der Bergkette, wo der Haldensteiner Calanda (2806 m) den höchsten Punkt markiert. Neben dem eigentlichen Dorf  umfasst die Gemeinde eine Reihe von Maiensässen am Calandahang.
Im Jahr 1997 wurden 40,0 % der Gemeindefläche landwirtschaftlich genutzt, meist als Weideland. Der Wald nahm 46,9 % ein, die Siedlungen 4,8 %. Als unproduktiv galten 8,2 %.
Nachbargemeinden sind Landquart, Zizers, Trimmis, Chur sowie Pfäfers im Kanton St. Gallen.

## Geschichte
Uaze wird im Jahr 768 urkundlich erwähnt. Westlich des Dorfes, im Cosenztobel, liegt die Ruine der Burg Rappenstein aus dem 13. Jahrhundert. Im Spätmittelalter gehörte das Dorf zur bischöflichen Herrschaft Alt-Aspermont, seit 1519 zum Hochgericht Vier Dörfer des Gotteshausbundes. Bis 1572 hatten die Untervazer sämtliche feudalen Rechte durch Geldzahlung abgelöst. 1577 erwarben sie auch die 2 km südöstlich des Dorfes auf einem Felskopf über dem Rhein gelegene Neuburg. 1611 wurde durch den evangelischen Bündner Pfarrer und Dekan Georg Saluz die Reformation eingeführt. 1612 kam es zu konfessionellen Unruhen, und 1622 wurde das Dorf teilweise rekatholisiert. 1646 wurde mit dem reformierten Igis eine gemeinsame kirchliche Versorgung eingerichtet, und erst 1710 konnten die Reformierten eine eigene Kirche, die reformierte Kirche Untervaz, bauen. Seit 1699 wurde die katholische Bevölkerungsmehrheit von Kapuzinern betreut.

## Wappen
| Wappen von Untervaz | Blasonierung: «In Silber ein aufrechter schwarzer Steinbock, rot gezungt und so geziert, schwarzen Laurentiusrost haltend»                              |
| Wappen von Untervaz | Dem Steinbock als Wappenbild des Gotteshausbundes wurde als individuelles Merkmal der Rost hinzugefügt, das Attribut des Kirchenpatrons St. Laurentius. |

## Bevölkerung
| Bevölkerungsentwicklung | Bevölkerungsentwicklung | Bevölkerungsentwicklung | Bevölkerungsentwicklung | Bevölkerungsentwicklung | Bevölkerungsentwicklung | Bevölkerungsentwicklung | Bevölkerungsentwicklung |
| ----------------------- | ----------------------- | ----------------------- | ----------------------- | ----------------------- | ----------------------- | ----------------------- | ----------------------- |
| Jahr                    | 1850                    | 1900                    | 1950                    | 2000                    | 2005                    | 2010                    | 2020                    |
| Einwohnerzahl           | 1097                    | 940                     | 1205                    | 2093                    | 2262                    | 2378                    | 2527                    |

## Wirtschaft

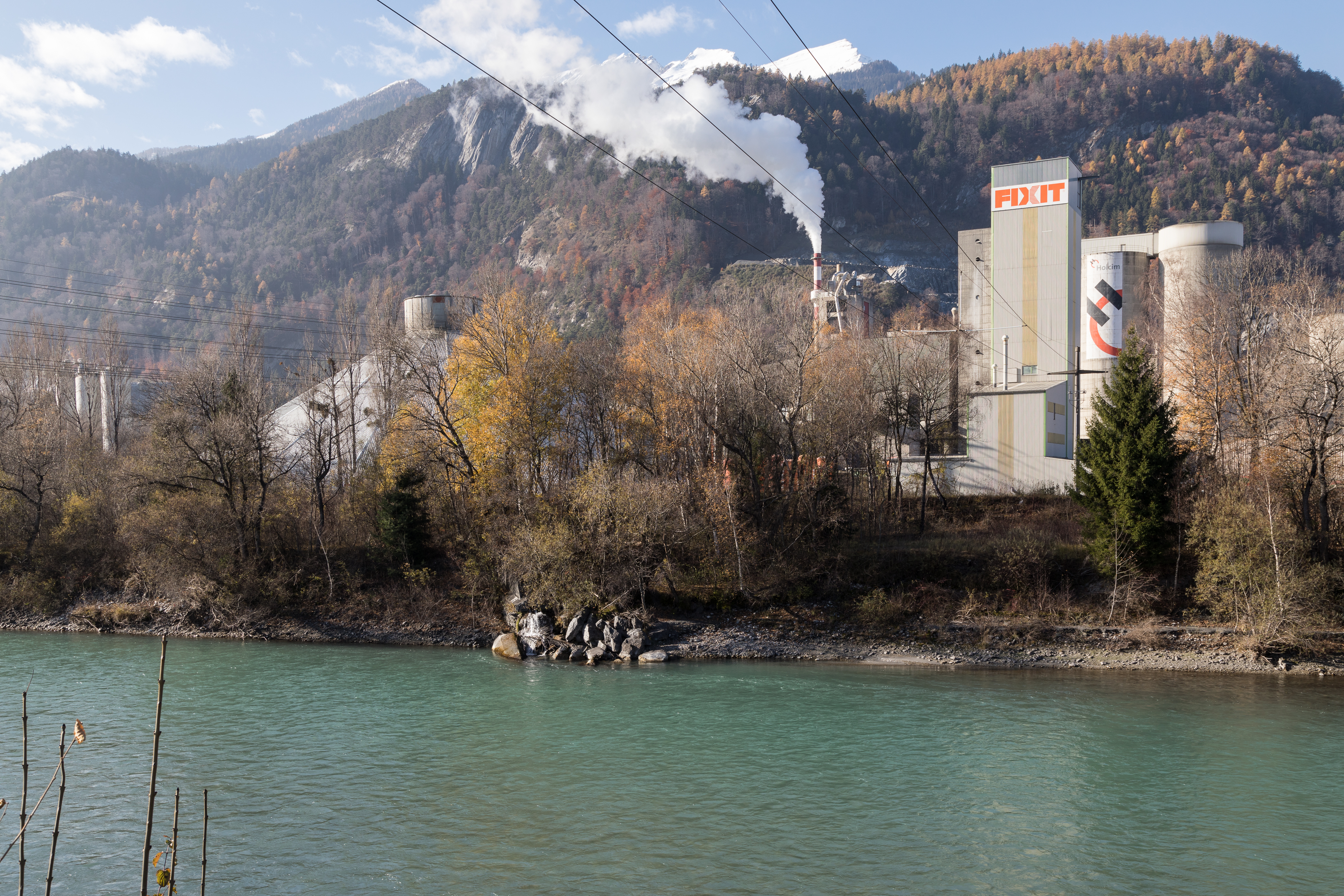
Am Alpenrhein: Holcim-Zementwerk

In der zweiten Hälfte des 20. Jahrhunderts wandelte sich der Ort vom kleinen Bauerndorf zur Gemeinde mit Industrie, Gewerbe und Handel. In der Land- und Forstwirtschaft waren 77 Personen beschäftigt, im gewerblichen Bereich 280 und im Dienstleistungssektor 222 (Stand 2000–01). Grösster Industriebetrieb ist das zum Holcim-Konzern gehörende Zementwerk. In Untervaz befindet sich eine Basis der Schweizerischen Rettungsflugwacht. Die Schweizerische Post betreibt seit November 2020 ein regionales Paketzentrum in Untervaz.

### Verkehr
Ans Netz des öffentlichen Verkehrs ist die Gemeinde mit der Churer Stadtbuslinie 3 und der (jenseits des Rheins auf Trimmiser Boden gelegenen) Station Untervaz-Trimmis der Rhätischen Bahn angeschlossen.

## Sehenswürdigkeiten

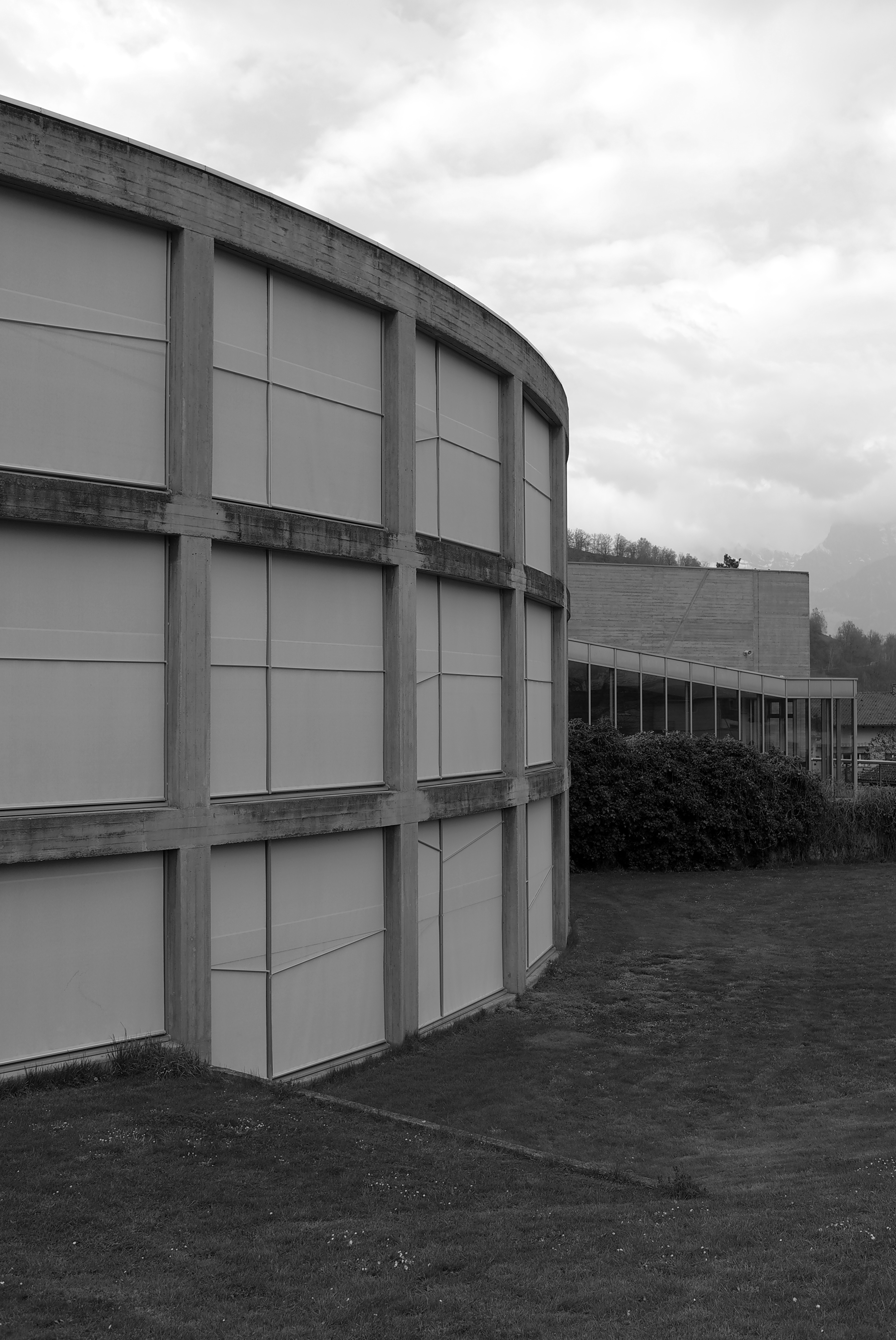
Schulhaus

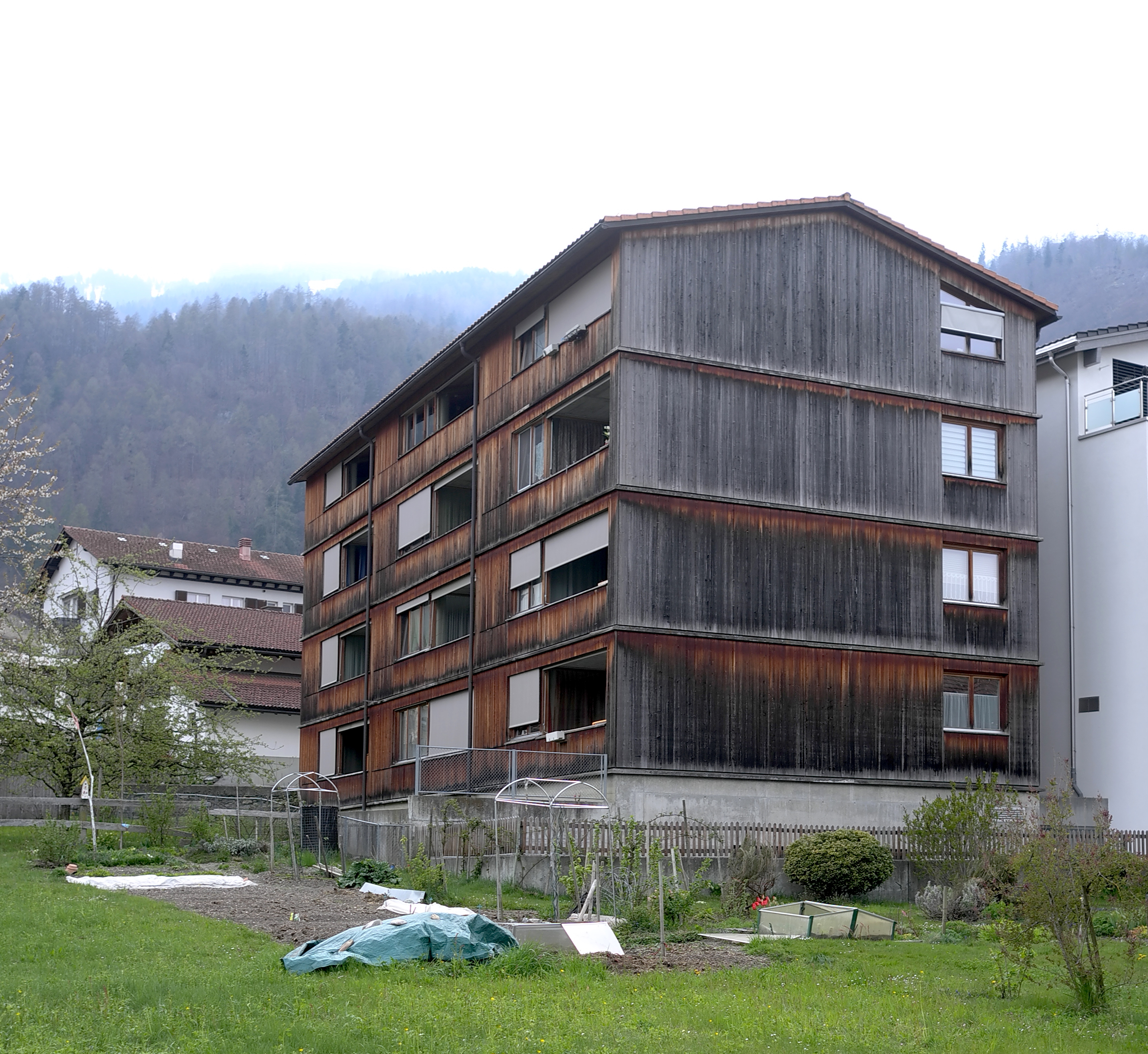
Seniorenwohnheim

- Unter Denkmalschutz stehen die katholische Pfarrkirche und die reformierte Kirche.
- Burgruine Neuburg[9]
- 1980–1984: Schulhaus, Architekt Robert Obrist[10]
- 2005: Seniorenwohnheim, Architekt: Hans-Ulrich Minnig[11]

## Persönlichkeiten
- Samuel Plattner (1838–1908), Jurist, Journalist und Bühnenautor
- Josef Hug (1903–1985), Korbflechter, Hausierer und Schriftsteller; stammte aus Untervaz